# Ugoda austriacko-węgierska
     Przedlitawia zarządzana przez parlament w Wiedniu
     Zalitawia zarządzana przez parlament w Budapeszcie
     Kondominium Bośni i Hercegowiny (terytorium anektowane w 1908 r. i zarządzane przez oba parlamenty

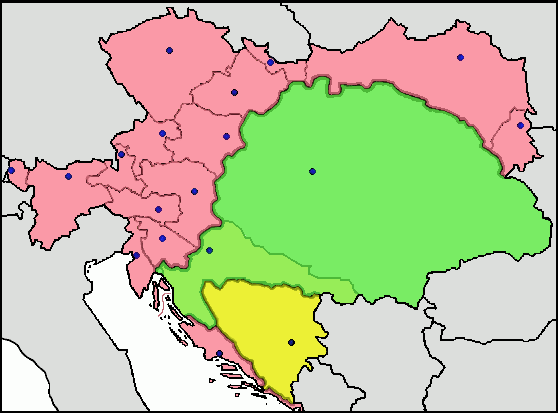
Podział władzy w Austro-Węgrzech:
Przedlitawia zarządzana przez parlament w Wiedniu
Zalitawia zarządzana przez parlament w Budapeszcie
Kondominium Bośni i Hercegowiny (terytorium anektowane w 1908 r. i zarządzane przez oba parlamenty

Ugoda austriacko-węgierska (kompromis austriacko-węgierski, niem. Ausgleich, węg. Kiegyezés) – ugoda zawarta pomiędzy Austriakami a Węgrami w 1867. Jej skutkiem było powstanie Austro-Węgier.

## Tło historyczne
Cesarstwo Austrii stłumiło powstanie węgierskie w 1849 jedynie dzięki pomocy Imperium Rosyjskiego. Pomimo klęski powstania tendencje separatystyczne na Węgrzech co jakiś czas jednak przybierały na sile. W 1862 Lajos Kossuth wystąpił z planem konfederacji krajów naddunajskich, jednak pomysł ten zdecydowanie odrzuciła zarówno szlachta węgierska, jak i nieufni w stosunku do Kossutha Rumuni i Serbowie. Nie udały się też plany wzniecenia powstania na Węgrzech w związku z wybuchem powstania styczniowego w Królestwie Polskim; spisek został wykryty, a jego przywódcy (István Nedeczky i Pál Almásy) skazani na śmierć. Wyroków jednak nie ośmielono się wykonać, co przekonało Węgrów, że pozycja cesarza nie jest tak silna jak w 1861, gdy po wystąpieniu Ferenca Deáka o przywrócenie konstytucji z 1848 natychmiast rozwiązał węgierski Sejm.
W tej sytuacji Deák wiosną 1865 ogłosił ponownie publiczny apel do cesarza, by ten wprowadził na Węgrzech ustrój oparty na konstytucji z 1848, nieznacznie tylko zmodyfikowanej. W obliczu trudnej sytuacji międzynarodowej cesarz zdymisjonował liberalny rząd Antona von Schmerlinga i odwołał tzw. patent lutowy z 1861, co było oznaką ostatecznego upadku austriackiego centralizmu. W czerwcu 1865 cesarz przybył do Pesztu i przywrócił Radę Namiestniczą. W grudniu tegoż roku zebrał się węgierski sejm, na forum którego zaczęły się jednak znów ścierać dwie koncepcje przebudowy monarchii: federalistyczna, reprezentowana przez konserwatywną arystokrację węgierską i wspierana przez rząd austriacki Richarda Belcrediego, oraz dualistyczna, którą reprezentowali liberałowie Deáka.

## Ugoda

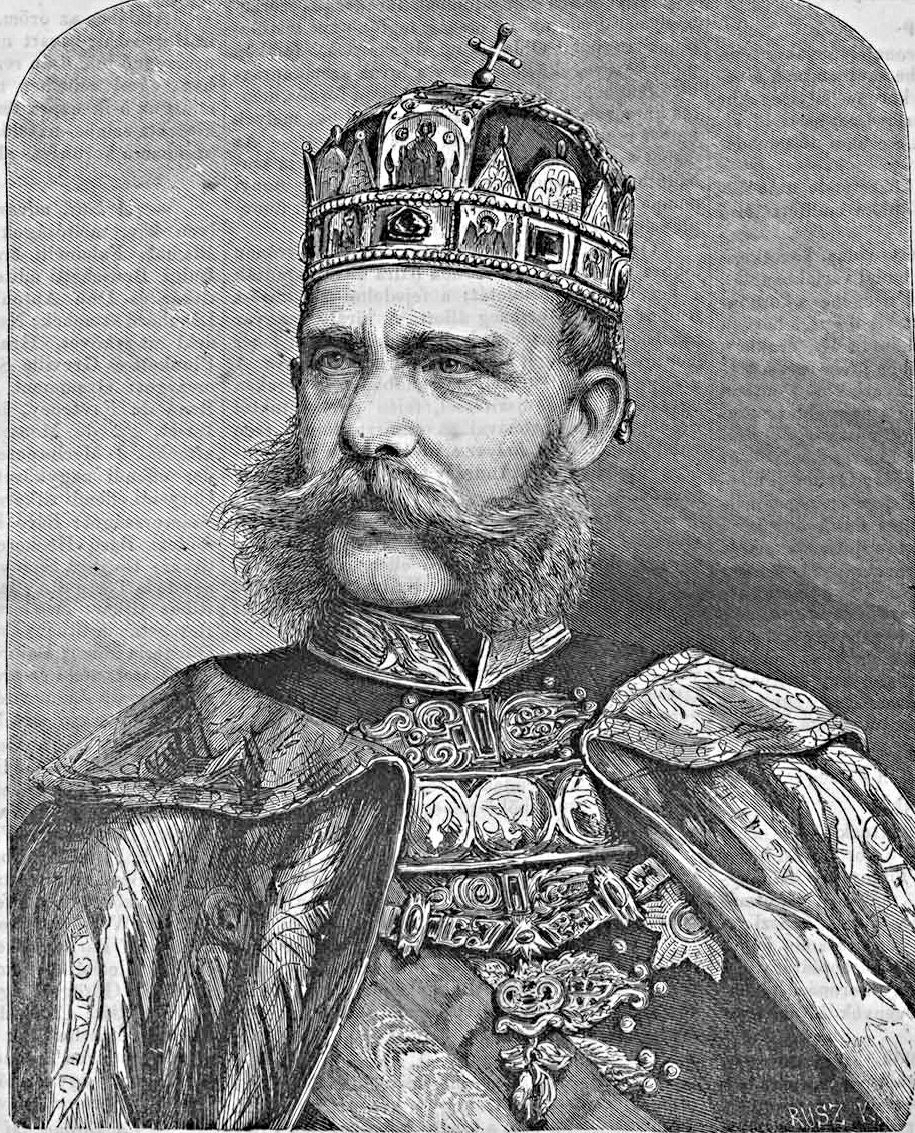
Franciszek Józef I z koroną świętego Stefana na głowie jako król Węgier I. Ferenc József

Po klęsce w bitwie pod Sadową w 1866 (zobacz wojna prusko-austriacka) Austria została wyparta przez Prusy z Niemiec. Dodatkowo traciła wpływy we Włoszech, gdzie została wyparta z Wenecji. W tej sytuacji cesarz austriacki musiał ustąpić żądaniom stronnictwa Deáka i zgodzić się na ugodę z Węgrami, którą zawarto w lutym 1867. Cesarstwo Austrii przekształcono na monarchię podwójną (dualistyczną), aby utrzymać ją jako całość. Węgrzy dążyli do niepodległości, jednak związek z bardziej zamożną i bardziej uprzemysłowioną Austrią również był korzystny. Powstały dwa odrębne państwa, mające odrębne rządy, odrębne parlamenty, ale wspólnego monarchę – cesarza w Austrii (Przedlitawii), a króla na Węgrzech (Zalitawii; oficjalnej koronacji dokonano w 1867). Ugoda weszła w życie po koronacji i oficjalnym uznaniu przez nowego króla ustawy zasadniczej. Pierwszym premierem rządu węgierskiego został hrabia Gyula Andrássy.
Oprócz monarchy wspólnymi instytucjami były: ministerstwo spraw zagranicznych, ministerstwo wojny oraz specjalne ministerstwo finansów, które opłacało koszty tych dwu resortów. Wspólny budżet właśnie dla wspólnych spraw uchwalać miały delegacje obu parlamentów, austriackiego, czyli Rady Państwa, i sejmu węgierskiego. Delegacje te zbierały się raz w Budapeszcie, a raz w Wiedniu, ale obradowały i głosowały osobno. Równocześnie ustanowiono podział wspólnych dochodów z wyraźnym uprzywilejowaniem Węgier, które miały pokrywać tylko 30% sum potrzebnych na wspólny budżet.
Ugoda była ważna tylko na dziesięć lat, więc co dziesięć lat Węgrzy mieli możność stawiania nowych warunków, ponieważ mieli faktycznie pozycję silniejszą niż Austria. Było to podyktowane ich korzystniejszą sytuacją wewnętrzną. Mieli oni bowiem zdecydowaną przewagę nad innymi narodowościami w swym państwie, zarówno w dziedzinie materialnej, jak i kulturalnej i politycznej.